# Pleurotus djamor
Pleurotus djamor, comumente conhecido como cogumelo-salmão, é uma espécie de fungo da família Pleurotaceae.

## Distribuição
Ocorre naturalmente em florestas tropicais, utilizando troncos mortos de árvores como substrato, sendo frequentemente encontrado nas matas do Brasil, Tailândia, Singapura, Malásia, Nova Guiné, México, entre outros.

## Hábitos
Conhecidas por sua velocidade de frutificação, capacidade de florescer em uma ampla variedade de materiais de base e tolerância a altas temperaturas. Por ser muito versátil em relação ao substrato e temperaturas elevadas, pode ser utilizada em programas sociais de redução da fome em áreas rurais, sendo cultivado em substratos considerados resíduos agrícolas, como bagaço de cana.

## Uso
P. djamor é uma espécie de cogumelo comestível e é um dos tipos mais comuns no mercado.
Tem um uso tradicional na alimentação dos indígenas Sanöma, da etnia Yanomami, que usam o nome hiwala amo para o cogumelo.